# Krzysztof Sitko
Krzysztof Sitko (ur. 21 października 1967 w Mysłowicach, zm. 4 września 2018) – polski piłkarz, grający na pozycji napastnika, przez większość kariery związanych z zespołem GKS Tychy.
Krzysztof Sitko rozpoczynał karierę w zespole Jedność Kosztowy, W 1986 roku przeniósł się do GKS-u Tychy, gdzie był podstawowym napastnikiem zespołu, grającego wówczas w III (lata 1986–1992 i 1995) oraz II (1993–1994) lidze piłkarskiej. Był jednym z najskuteczniejszych zawodników, występując w 240 spotkaniach i zdobywając 90 bramek. W 1995 roku przeniósł się do Górnika Lędziny, w którym to zespole grał około pół roku. Z uwagi na problemy zdrowotne (nadciśnienie tętnicze), w tym samym roku zakończył karierę zawodniczą.
W dniu 21 czerwca 2009 roku wziął udział w pożegnalnym meczu Radosława Gilewicza jako zawodnik drużyny Gwiazd Ligi Polskiej. W 2011 roku zajął trzecie miejsce w plebiscycie na najlepszego sportowca 40-lecia tyskiego klubu.
W 2009 roku w drużynie piłkarskiej GKS Tychy zadebiutował jeden z jego synów, Bartłomiej.